# Nazit Mons
Il Nazit Mons è una struttura geologica della superficie di Venere.